# Balthasar de Monconys

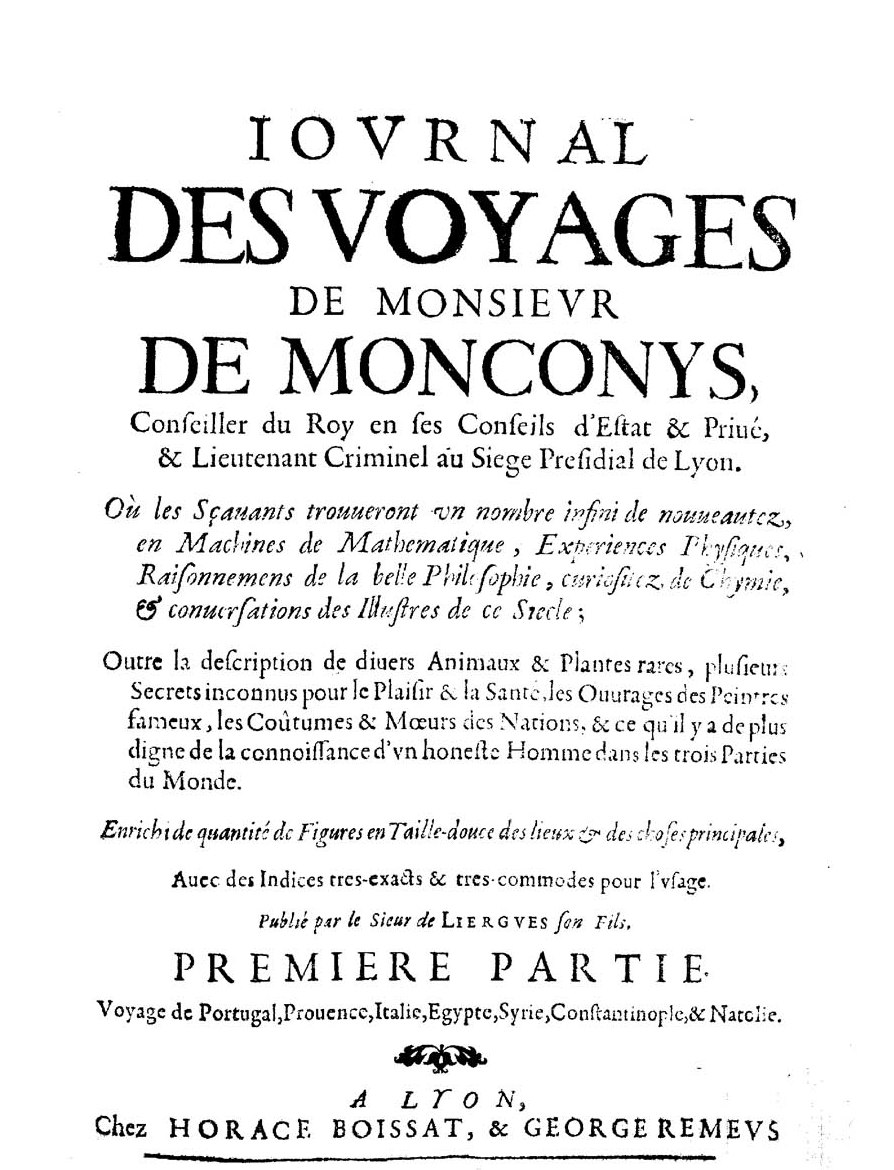
Journal des voyages. Voyage de Portugal, Provence, Italie, Egypte, Syrie, Constantinople et Natolie, 1665

Balthasar de Monconys (Lyon, 1611 - ?, 1665) was een Frans diplomaat, arts en bestuurder (magistraat). Hij probeerde de vondsten van Pythagoras en Zoroaster te bestuderen vanuit de bronnen en was een onderzoeker van de Griekse en Arabische alchemie.
Hij ondernam verschillende reizen in Europa en Egypte, waarover hij publiceerde.
Hij wordt echter vooral aangehaald vanwege enkele opmerkingen die hij in zijn dagboek noteerde na een ontmoeting met de schilder Johannes Vermeer in 1663. Hij was waarschijnlijk in contact met Vermeer gekomen op aanraden van Constantijn Huygens.
Het beroemde citaat van Balthasar de Monconys over Vermeer luidt:
« A Delphis je vis le Peintre Vermeer qui n'avoit point de ses ouvrages; mais nous en vismes chez un boulanger qu'on avait payé de six cents livres, quoiqu'il n'y eust qu'une figure, que j'aurois trop payé de six pistoles ».
In Delft heb ik de schilder Vermeer ontmoet, die geen van zijn werken in huis had; maar we zagen er een bij een bakker, waarvoor zeshonderd livres was betaald, hoewel het slechts een enkele figuur uitbeeldde, waar zes pistoles nog te veel voor zou zijn geweest.
Volgens Monconys was het schilderij dus minder dan een tiende waard van de prijs die ervoor was betaald. De genoemde bakker was waarschijnlijk Hendrick van Buyten, een prominent lid van de Delftse gemeenschap, die volgens de boedelbeschrijving na zijn dood in 1701 drie Vermeers naliet. De zuinige Monconys was verbaasd over de prijzen die de Leidse schilders vroegen, voor werken waar slechts één figuur op voorkwam.
De enige andere persoon die een beschrijving van een ontmoeting met de kunstenaar in zijn atelier naliet, is Pieter Teding van Berckhout.
Monconys bezocht ook de werkplaats van de Kuffeler broers in 1663
en schreef daarover:
« Il avait bien le secret de conserver l'air dans sa pureté, et le rendre toujours propre a la respiration; ainsi ayant le secret ou la facon de décendre dans un machine faite en cloche dans le fonds de l'eau. <...> car il croyoit qu'il y avoit une certaine quintessence dans l'air laquelle seule nous respirons, et qui entretient la vie.».
Hij had een geheim lucht in zijn zuiverheid te behouden, en het altijd geschikt voor ademhaling houden; en daarmee de mogelijkheid om in een duikklok in het water af te dalen. Daar zou men dan zo lang kunnen blijven als men wilde. Want hij gelooft dat er een zekere kwintessens in de lucht aanwezig is die wij inademen die het leven onderhoudt.